# ミハル通信
ミハル通信株式会社（ミハルつうしん、英文社名：Miharu Communication Inc.）は、古河グループのCATV及び共聴設備及び伝送機器を製造・販売する企業である。

## 主力製品・事業
- HFCシステム
- デジタルヘッドエンドシステム
- FTTH
- GE-PONシステム

## 主要事業所
- 本社 - 神奈川県鎌倉市岩瀬1285
- 東京支店 - 東京都荒川区西日暮里2-26-10（日暮里ビル8F）
- 大阪支店 - 大阪市淀川区新高2-8-31（イマスSH-2ビルB棟）
- 営業所 - 福岡、広島、仙台

## 沿革
- 1955年 - 三春通信機器株式会社として設立。
- 1969年 - 古河電気工業（株）が出資し、現在のミハル通信株式会社に商号変更。
- 2005年 - 「ケーブルテレビ2005」では、HITSサービスに自主放送を追加する為のSI/EPG送出装置、通信関連機器GE-PON装置を発表